# Los dioses (singolo)
Los dioses  è un singolo dei cantanti Anuel AA e Ozuna, pubblicato il 21 gennaio 2021 e facente parte dell'album omonimo.

## Tracce
1. Los dioses – 4:38